# Kattelus
Kattelus är en ö i Finland. Den ligger i Rautunselkä (västra delen av (Vanajavesi) och i kommunerna Valkeakoski och Ackas i den ekonomiska regionen  Södra Birkaland och landskapet Birkaland, i den södra delen av landet, 130 km norr om huvudstaden Helsingfors. Öns area är 1,9 hektar och dess största längd är 260 meter i sydöst-nordvästlig riktning.